# Hula Hula, la femmina della giungla
Hula Hula, la femmina della giungla (The Face of Eve) è un film del 1968 diretto da Jeremy Summers.